# 1102 (عدد)
ألف ومئة واثنان 1102 هو عدد صحيح، يلي العدد 1101 ويسبق العدد 1103.

## في الرياضيات

### خصائص
- عدد طبيعي.[3]
- عدد زوجي.[4][5]
- عدد موجب،[6] السالب منه هو - 1102.[7]

## في التاريخ
- 1102 هـ هي سنة في التقويم الهجري.
- هي سنة  1102 م في التقويم الميلادي.

## وصلات خارجية
الأعداد الصاتمة، ديوان اللغة العربية.